# Trẽ cân cơ nhị đầu cánh tay
Trẽ cân cơ nhị đầu cánh tay (tiếng Anh: Bicipital aponeurosis) là một mạc nông có kích thước rộng, nằm ở đoạn bám tận của cơ nhị đầu cánh tay, nằm ở vị trí hố trụ của khuỷu tay.
Trẽ cân cơ nhị đầu cánh tay nẳm ở đầu xa của cơ nhị đầu cánh tay. Trong khi gân của cơ nhị đầu bám tận ở lồi củ xương quay, trẽ cân cơ nhị đầu cánh tay củng cố, hỗ trợ hố trụ và giúp bảo vệ động mạch cánh tay và thần kinh giữa chạy bên dưới. Sự bảo vệ này rất quan trọng trong quá trình lấy máu tĩnh mạch từ tĩnh mạch trụ giữa.
Trẽ cân cơ nhị đầu cánh tay là cấu trúc giải phẫu bị rạch trong quá trình phẫu thuật cắt cân trong điều trị hội chứng khoang cấp tính của vùng cẳng tay và khuỷu tay.
Khoảng 3% trường hợp có động mạch trụ nông chạy nông hơn trẽ cân cơ (thông thường thì chạy sâu hơn). Trong quá trình chọc dò tĩnh mạch, những người này có nguy cơ bị tổn thương do bị chọc phải động mạch trụ nông.